# Ceredigion (graafschap)
Ceredigion is een bestuurlijk graafschap in het westen van Wales, gelegen aan de Cardiganbaai en in het ceremoniële behouden graafschap Dyfed. Het heeft 77.160 inwoners (2006).

## Cardiganshire
De grenzen van Ceredigion zijn vrijwel identiek aan die van het historische graafschap Cardiganshire (Welsh: Sir Aberteifi). Dit graafschap is ontstaan in 1282 na de verovering van Wales in het jaar daarvoor door Eduard I.

## Plaatsen
- Aberaeron (hoofdstad)
- Aberbanc
- Aberystwyth
- Cardigan
- Lampeter
- Llandysul
- New Quay
- Tregaron

## Bezienswaardigheden
- Aberystwyth Castle
- Cardigan Castle
- Strata Florida Abbey

Graafschappen: Anglesey · Carmarthenshire · Ceredigion · Denbighshire · Flintshire · Gwynedd · Monmouthshire · Pembrokeshire · Powys
County boroughs: Blaenau Gwent · Bridgend · Caerphilly · Conwy · Merthyr Tydfil · Neath Port Talbot · Rhondda Cynon Taf · Torfaen · Vale of Glamorgan · Wrexham
Steden: Cardiff · Newport · Swansea
Zie ook: behouden graafschappen (preserved counties) en de historische graafschappen